# Nåntuna

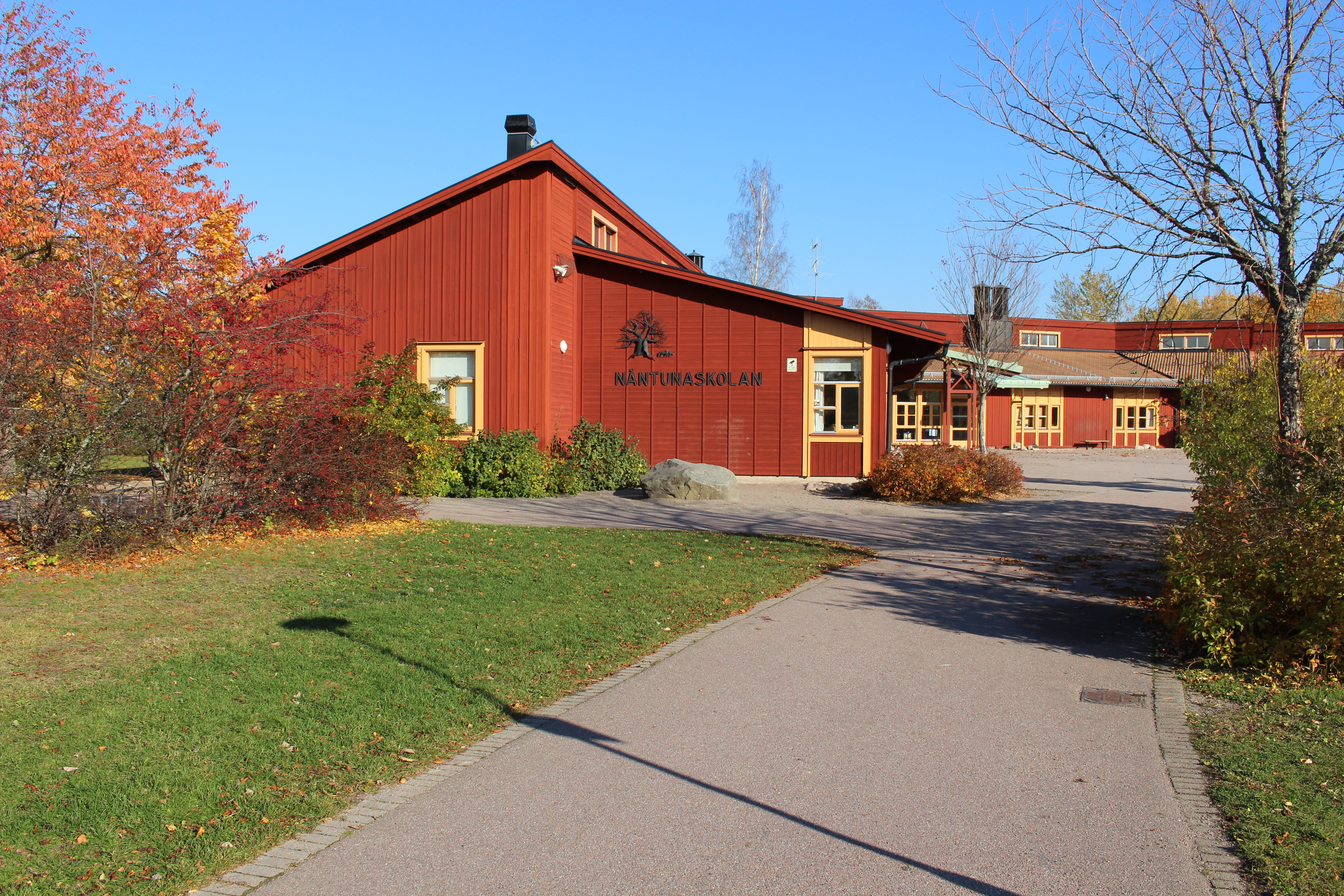
Nåntunaskolan

Nåntuna är en stadsdel cirka 5 km sydost om centrala Uppsala med ungefär 1 500 invånare. Nåntuna bildar den västligaste delen av ett sammanhängande område benämnt Sydöstra staden eller enligt SCB definition Sävja tätort (övriga delar utgörs av stadsdelarna Bergsbrunna, Sävja och Vilan). Bebyggelsen i Nåntuna består av radhus och villor.
Nåntuna var ursprungligen en by i Danmarks socken, omtalad första gången 1278 då Andreas And erhöll en gård här. Tuna-namnet har dock med all sannolikhet forntida anor och RAÄ 117:1 Danmark, i Nåntuna lunds naturreservat, är förmodligen byns gårdsgravfält.
Uppsala domkyrka bytte på slutet av 1280-talet till sig en gård i Nåntuna av riddaren Sopp mot jord i Väsby, Hammarby socken och 1301 testamenterade Karl Gregersson (Bjälboättens oäkta gren) ytterligare en gård i Nåntuna till domkyrkan. Under 1500-talet omfattade byn 2 mantal cantoriahemman under Uppsala domkyrka, 2 mantal kanonikatsheman, 1 mantal Sankt Erikshemman, från 1547 tillhörigt Uppsala domprost, samt ett hemman tillhörigt Sko kloster.
1967 blev Nåntuna en del av Uppsala stad.
Tre områden söder om den huvudsakliga bebyggelsen räknas också till Nåntuna: Pustnäs, Nåntuna backe och  Lugnet (den senare är en egen småort i SCB:s statistik). Nåntuna backe är ett nybyggt område (2001), cirka 100 meter väster om stadsdelen Sävja och 200 meter sydost om egentliga Nåntuna. Den senaste bebyggelsen är Nåntuna ängar i västra delen (2008) där det även kommer byggas hyresrätter.